# Archives de l'État à Courtrai

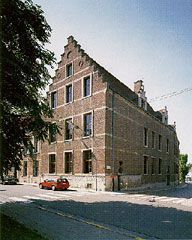
Bâtiment des Archives de l'État à Courtrai, rue Guido Gezelle

Les Archives de l’État à Courtrai sont l’une des 20 implantations des Archives de l'État en Belgique.
Le bâtiment se situe à 100 mètres de la Grand-Place et à 10 minutes de la gare, à la rue Guido Gezelle, no 1 à Courtrai en province de Flandre-Occidentale.
Les Archives de l’État sont présentes à Courtrai depuis 1964.

## Qu’y trouve-t-on?
Étudiants, chercheurs, passionnés de généalogie ou d’histoire peuvent consulter aux Archives de l’État à Courtrai, dans la limite du caractère privé de certaines données, une grande gamme de documents produits à l'une ou l'autre époque sur le territoire de l'arrondissement judiciaire de Courtrai :
- Les archives des institutions publiques locales et régionales de l'Ancien Régime : échevinages, etc.
- Les archives du tribunal de première instance de Courtrai (XIXe siècle).
- Les archives des juridictions administratives.
- Les archives des services extérieurs de l'État : centres PMS, etc.
- Les registres militaires de l'arrondissement de Courtrai (1824-1876).
- Les archives de la Chambre de commerce de Courtrai (1807-1875)
- Les archives des communes et CPAS.
- Les archives notariales.
- Les registres paroissiaux.
- Les registres de l'état civil.
- Les archives ecclésiastiques : chapitre Notre-Dame à Courtrai, abbaye de Groeninge à Courtrai, fabriques d'église, etc.
- Les archives d'entreprises textiles : Dupire (Courtrai), Vetex (Courtrai), Claessens (Waregem), etc.
- Les archives d'institutions, associations, sociétés à but social : sections d'Aalbeke et Rollegem de la Croix-Rouge, Febeltex (Courtrai), etc.
- Les archives de particuliers ayant joué un rôle important dans la vie sociale : famille Descamps-Reyntjens (Barco), de Laubespin, Delcroix-Meulenbergh (De Witte-Visage), d'Ennetières, etc.
- Les cartes et plans.
- etc.

mais également :
- Les microfilms de sources généalogiques de l'arrondissement judiciaire de Courtrai et de l’arrondissement judiciaire d’Audenarde.
- etc.

L'archive la plus ancienne, conservée aux Archives de l'État à Courtrai, date du XIe siècle.

## Salle de lecture numérique
À partir d'août 2009, les registres paroissiaux et registres d’état civil de tout le pays ont été progressivement numérisés et mis à disposition du public dans les salles de lecture des Archives de l’État, dont celle de Courtrai. 
Depuis janvier 2013, plus de 27 000 registres paroissiaux et un nombre sans cesse croissant de registres d’état civil de moins de 100 ans sont également disponibles gratuitement sur le site internet des Archives de l’État.
D’autres types de documents sont, par ailleurs, consultables depuis la salle de lecture numérique ou le site internet des Archives de l’État : 6 000 photos de la Première Guerre mondiale, des milliers de cartes et plans, les procès-verbaux du Conseil des Ministres (1918-1979), l'annuaire statistique de la Belgique (et du Congo belge) depuis 1870, 38 000 moulages de sceaux, etc.

## Historique du bâtiment des Archives de l'État à Courtrai
Réalisé par l’architecte Wenceslas Cobergher (1561-1625), le bâtiment des Archives de l’État à Courtrai abritait autrefois un Mont-de-piété. Il fut ensuite détruit lors des bombardements de 1944 puis restauré dans les années 1950 et 1960. Dans les années 1930, il abritait la bibliothèque de la ville. Les Archives de l’État ont investi les locaux en 1964.